# Берсант Целина
Берсант Целина (алб. Bersant Celina; Призрен, 9. септембар 1996) албански је фудбалер са Косова и Метохије и репрезентативац Републике Косово. Тренутно наступа за АИК и игра на позицији офанзивног везног играча.

## Успеси
Појединачни
- Гол сезоне за Ипсвич Таун: 2017/18,[9] 2021/22.[10]
- Гол сезоне за Свонзи Сити: 2018/19.[11]